# Каст, Генри
Генри Кокейн-Каст (Henry John Cockayne-Cust; 10 октября 1861 — 2 марта 1917) — британский политик, поэт и журналист.
Родился в Лондоне в семье члена парламента, внука барона Браунлоу (по отцу) и 1-го графа Килмори (по матери). Получив образование в Итоне и кембриджском Тринити-колледже, стал членом Палаты общин от консерваторов Стамфорда в 1890 году, но потерял место в 1895. Он вернулся в палату от Бермондси в 1900 году и сохранил место до 1906 года.
В 1892 году будущий лорд Астор сделал его редактором издания Pall Mall Gazette, и в течение четырёх лет он занимал тот пост, собрав вокруг него сильный штат. В политике и общественной деятельности, в отличие от личной жизни, он, по воспоминаниям современников, многого достиг с помощью своего природного обаяния. Но в августе 1914 года, когда началась Первая мировая война, он основал Центральный комитет по Национальным Патриотическим организациям, а в Ноттингемском университете начались его лекции «по некоторой важной текущей теме, касающейся Британской империи». В 1918 г. в Иерусалиме увидел свет его сборник стихотворений (Occasional Poems). 
Не меньше чем политикой Каст был известен своей беспорядочной половой жизнью. От связи с герцогиней Ратленд имел дочь Диану, светскую львицу, актрису и мемуаристку, которая вышла замуж за политика Даффа Купера. Долгое время ходили ни на чём не основанные слухи, будто другой его внебрачной дочерью была мать Маргарет Тэтчер. Умер в Лондоне и был похоронен с супругой в церкви близ Белтон-хауса, фамильного гнезда его предков из рода Браунлоу. После смерти последнего графа Браунлоу (1921) баронский титул и белтонскую усадьбу унаследовал его младший брат.